# Коикэ, Юрико
Юрико Коикэ (яп. 小池 百合子 Коикэ Юрико, род. 15 июля 1952, Асия, Хиого, Япония) — японская государственная и политическая деятельница, губернатор Токио с 1 августа 2016 года, член палаты представителей от 10 округа Токио с 11 сентября 2005 по 30 августа 2009 года. Занимала различные должности в Кабинете министров Синдзо Абэ, в том числе должности министра обороны Японии, министра окружающей среды и государственного министра по делам Окинавы и северных территорий. 27 августа 2007 года ушла в отставку с поста министра обороны, всего лишь через 54 дня пребывания в данной должности.
В 1976 году окончила американский университет в Каире (бакалавр социологии) в ранге лучшего студента. Была членом Палаты представителей Японии с 1993 по 2016 год (когда она ушла в отставку, чтобы баллотироваться на выборах губернатора Токио).
31 июля 2016 года Юрико Коикэ была избрана губернатором Токио, став первой женщиной-губернатором столицы. Коикэ была переизбрана на должность губернатора Токио 5 июля 2020 года, выиграв выборы с большим перевесом голосов, набрав 59,7 % голосов.

## Ранняя жизнь и образование
Юрико Коикэ родилась и выросла в Асия (Хиого), маленьком богатом городе недалеко от Кобе. Среднее образование она получила в младшей и старшей школе для девочек Конана. Ее отец, Юдзиро Коикэ, был торговцем нефтепродуктов. Он также был вовлечен в политику, поддерживая Синтаро Исихара и Общество щита в 1960-х годах, и безуспешно баллотировался на выборах в Палату представителей 1969 году. Юдзиро был убежден, что для Японии важно укреплять отношения с арабскими странами, чтобы обеспечить стабильные поставки нефти с целью предотвращения втягивания Японии в нефтяную войну в будущем. После того, как в сентябре 1971 года Юрико бросила факультет социологии Университета Кансэй Гакуин она продолжила изучать арабский язык в Американском университете в Каире и в октябре 1976 года получила степень бакалавра социологии в качестве лучшего студента университета.
Когда Юрико было 21 год, она вышла замуж за другого японского студента, но вскоре развелась. Юрико начала работать переводчиком с арабского языка, а затем стала журналистом, в 1978 году взяв интервью у таких политических деятелей, как Муаммар Каддафи и Ясир Арафат, а в 1979 году стала ведущей новостей. В 1990 году Юрико получила премию «Телеведущие-женщины Японии».

## Карьера в политике
В 1992 году Юрико Коикэ была избрана в Палату советников как член «Новой партии Японии». Затем, в 1993 году она была избрана в Палату представителей, представляя 2-й округ Хиого. В 1996 году она была переизбрана в Палату представителей, на этот раз представляя 6-й округ Хиого от «Новой прогрессивной партии». Юрико занимала эту должность до всеобщих выборов 2000 года как кандидат от «Новой консервативной партии». В 2002 году она вступила в Либерально-демократическую партию.

### Служба в кабинетах (2003—2007)
Она занимала пост министра окружающей среды и государственного министра по делам Окинавы и северных территорий в кабинете премьер-министра Дзюнъитиро Коидзуми. Наряду с Сацуки Катаяма и Макико Фудзино, Юрико стала известна как одна из «убийц» Коидзуми на всеобщих выборах в нижнюю палату в сентябре 2005 года, выступив в Токио против политики Коидзуми — сторонника жесткого курса от ЛДП.
В июле 2007 года Юрико Коикэ была назначена на должность министра обороны, тем самым став первой женщиной занявшей данный пост. Однако, в конце августа 2007 года Юрико объявила об уходе с поста, сославшись на скандал с утечкой секретной информации Aegis в качестве главной причины своей отставки. Позже Коикэ намекнула, что настоящей причиной ее отставки была широко разрекламированная драка с генеральным секретарем кабинета министров Ясухисой Сиодзаки из-за замены вице-министра, поскольку оппозиция использовала бы это, чтобы выступить против законопроекта о терроризме.

### Выборы руководства ЛДП в 2008 году
8 сентября 2008 года Юрико подала заявку на то, чтобы стать президентом ЛДП, и стала первой женщиной в истории Японии, когда-либо претендовавшей на пост премьер-министра: «Я получила восторженную поддержку моих коллег. Чтобы выйти из тупика, в котором оказалось японское общество, Я считаю, что в стране вполне может быть кандидат-женщина. Хиллари Клинтон использовала слово „стеклянный потолок“ … но в Японии это не стекло, это железная плита. Я не миссис Тэтчер, но нужна стратегия, которая продвигает дело с убеждением, ясной политикой и сочувствием к людям»". На выборах руководства, состоявшихся 22 сентября, победу одержал Таро Асо, набрав 351 из 527 голосов; Коикэ заняла третье место с 46 голосами.

### Выборы губернатора Токио 2016 года
В июле 2016 года избрана губернатором Токио, победив на выборах бывшего министра общенациональных дел Хирою Масуду и журналиста и телеведущего Сюнтаро Торигоэ.
Несмотря на то, что Юрико Коикэ является также членом Либерально-демократической партии (ЛДП), она выдвинулась в качестве независимого кандидата. Коикэ всё же рассчитывала на поддержку партии, однако руководство ЛДП выдвинуло в качестве кандидата от партии Хирою Масуду. Более того, руководители токийского отделения ЛДП под угрозой наказания запретили членам партии поддерживать Юрико Коикэ. Но несмотря на отсутствие поддержки со стороны собственной партии Коикэ провела успешную предвыборную кампанию и набрала по итогам голосования 44,49 % голосов избирателей, заняв первое место. Кандидат от ЛДП Масуда набрал только 27,40 % голосов.
На выборах в префектуре в июле 2017 года её партия заняла первое место, опередив ЛДП.

## Губернатор Токио (2016 — настоящее время)
После отставки губернатора Токио Наоки Иносэ 24 декабря 2013 года, по широко распространенным слухам, Коикэ была потенциальным кандидатом на губернаторских выборах, которые должны были состояться в феврале 2014 года, наряду с Хидэо Хигасикокубару, Хакубун Симомура, Сэйко Хасимото и Ёити Масудзоэ. В конце концов победил Ё. Масудзоэ.
После того, как в июне 2016 года Масудзоэ объявил о своей отставке, Коикэ объявила о своем намерении баллотироваться на выборах губернатора Токио. Коикэ заявила, что она будет баллотироваться «как депутат от ЛДП», но не получила одобрения токийского отделения ЛДП до объявления своей кандидатуры. ЛДП официально поддержала Хироя Масуда, а ее токийское отделение распространило уведомление о том, что все члены, поддерживающие Коикэ, будут наказаны. Тем не менее, несколько видных политиков ЛДП продолжали поддерживать Коикэ, в то время как высокопоставленные лидеры, такие как Синдзо Абэ, воздерживались от выступлений в поддержку любого кандидата.
31 июля 2016 года Юрико Коикэ была избрана губернатором Токио, став первой женщиной в Японии, занявшая данный пост.
21 августа 2016 года на церемонии закрытия Летних Олимпийских игр 2016 года Коикэ получила олимпийский флаг через Томаса Баха от мэра Рио-де-Жанейро Эдуардо Паэса.
31 мая 2017 года, накануне предстоящих местных выборов, Коикэ вышла из Либерально-демократической партии и официально стала лидером региональной партии «Томин фасто-но кай» (общество, ставящее на первое место интересы жителей Токио). Коике основала группу в 2016 году в рамках подготовки к выборам и заключила альянс с правоцентристской партией Комэйто, чтобы получить руководящее большинство в парламенте Токио. 3 июля 2017 года альянс получил большинство на выборах в префектурах, вытеснив Либерально-демократическую партию с 79 местами в 127-местном собрании.

## Политические позиции
Коикэ поддерживает экономический либерализм, продвигает административную и бюджетную реформу и настаивает на дальнейшем повышении статуса женщин в мире труда. Обещая проводить политику, благоприятную для женщин, она заявила: «Я верю, что продвижение политики в интересах женщин пойдет на пользу Токио и принесет счастье столице». Что касается экономики, Коикэ использовала энергичную приватизацию японских активов, чтобы уменьшить долговое бремя правительства. На повестке дня также был решительный поворот в сторону развития ИТ, естественных наук, устойчивой инфраструктуры и административных реформ, основанных на эффективности в сфере государственных услуг.

### Энвайронментализм
Узнав об экологическом образе жизни на собственном опыте жесткой экономии во время войны в Египте, Коикэ стала еще больше времени уделять проблемам окружающей среды. В 2005 году она выразила идею введения налога на выбросы углерода, чтобы Япония могла достичь целей Киотского протокола.
В следующем году она открыла кампанию «Mottainai Furoshiki», призывающую покупателей использовать Фуросики вместо пластиковых пакетов для покупок. Она против использования биотоплива, производимого из продовольственных культур.

### Консервативный национализм
Коикэ, как консервативная националистка, принадлежала к лиге членов парламента, поддерживавших «Японское общество по реформе исторических учебников». Койке была одним из пяти заместителей генерального секретаря комитета депутатов парламента «Ниппон кайги», крупнейшей консервативной организации страны и главного националистического лобби, когда-то возглавлявшегося Таро Асо. Также известно, что она имеет прочные связи с крупными консервативными политическими группами, такими как Японская конференция.
Она была членом группы членов парламента по содействию посещению храма Ясукуни, которую возглавлял Ёсинобу Симамура, и почти каждый год ходит к храму в День окончания войны, 15 августа, чтобы отдать дань уважения погибшим на войне. В 2007 году не имея возможности приехать на мероприятие из-за официальной поездки на Окинаву, вместо себя она отправила доверенное лицо.

### Позиция по статье 9
Ее внешнюю политику и политику безопасности часто считают жесткой. Коикэ предложила премьер-министру пересмотреть толкование статьи 9 Конституции Японии, чтобы дать правительству возможность реализовать право на коллективную самооборону.
Юрико Коикэ поддерживала Соединенные Штаты и войну с терроризмом и выступает против традиции японского правительства проводить внешнюю политику, ориентированную на ООН. Тем не менее, Коикэ послала Соединенным Штатам смешанные сигналы с точки зрения дестабилизации Ближнего Востока с помощью усилий по демократизации. С другой стороны, приоритетной задачей Японии является показать миру, насколько сильны Соединенные Штаты как союзники. Во время выборов руководства ЛДП в 2008 году она пообещала «заставить» Россию вернуть Японии четыре спорных острова, если будет избрана премьер-министром. В целом Коикэ — дипломатический лидер. Еще в 2010 году она помогла укрепить связи между ливийским руководителем Муаммаром Каддафи и Японией. Это привело к созданию Ассоциации дружбы между Японией и Ливией.